# Shahralanyozan
Shahralanyozan fue un oficial iraní que sirvió como gobernador militar del Egipto sasánida durante los años 620. 

## Nombre
La palabra persa media Shahrālānyōzān es de hecho un título honorífico que, según Saeid Jalalipour, significa "el que combate a los alanos". Según Ilya Gershevitch, el título significa "el más poderoso de los comandantes".
El nombre consta en fuentes griegas como Saralaneozan (Σαραλανεοζαν) y Sahralanyozan.

## Biografía
Sahralanyozan es mencionado por primera vez en 621 cuando fue nombrado gobernador militar de Egipto después de la conquista de la provincia por el general sasánida Shahrbaraz. Sahralanyozan ostentó el título de karframan-idar ("asistente del tribunal") y fue el iraní más poderoso en Egipto. Además siendo gobernador de Egipto, fue también el recaudador de impuestos de la provincia, y probablemente residido en Fayún. A pesar de que la invasión de Egipto por los sasánidas fue muy violenta, tras completarse la conquista se vivió un periodo de paz, tolerancia y recuperación. Además, los sasánidas mantuvieron la misma estructura administrativa que tenía el Imperio bizantino.
En 626, Shahrbaraz discutió con el rey sasánida Cosroes II (r. 590-628) y se amotinó contra él. No se sabe a quién apoyó Sahralanzoyan, ya que no se lo menciona en ninguna fuente a partir de entonces y se describe a Shahrbaraz como gobernante de la provincia. Tras el final de la guerra bizantino-sasánida en 628, en el 630/1, Egipto había vuelto a manos bizantinas.

## Citas
1. 1 2 3  Jalalipour, 2014.
2. 1 2 3  Banaji, Jairus: 'On the Identity of Shahrālānyōzān in the Greek and Middle Persian Papyri from Egypt' (2014), 'Documents and the History of the Early Islamic World', pp. 27-42, DOI: 10.1163/9789004284340_004
Brill, http://booksandjournals.brillonline.com/content/books/b9789004284340_004
3. 1 2  Howard-Johnston, 2006, p. 124.